# Saturnus (hudební skupina)
Saturnus (v letech 1991–1993 známá pod jménem Assesino) je dánská melodic death/doommetalová hudební skupina založená v roce 1991. Debutové studiové album Paradise Belongs to You vydala v roce 1996 pod vydavatelstvím Euphonious Records.

## Členové
- Thomas Akim Grønbæk Jensen – zpěv
- Rune Stiassny – kytara
- Brian Pomy Hansen – basová kytara
- Henrik Glass – bicí

## Diskografie
Dema
- Promo-1994 (1994)
- Rehearsal Studio Tracks 2004 (2004)
- Promo-Demo 2011 (2011) – čtyřskladbové promo demo ve formátu MP3

Studiová alba
- Paradise Belongs to You (1996)
- Martyre (2000)
- Veronika Decides to Die (2006)
- Saturn in Ascension (2012)

EP
- For the Loveless Lonely Nights (1998)

Promo nahrávky
- Paradise Belongs to You (Advance Tape) (1996) – advance tape